# Biserica romano-catolică din Mătrici

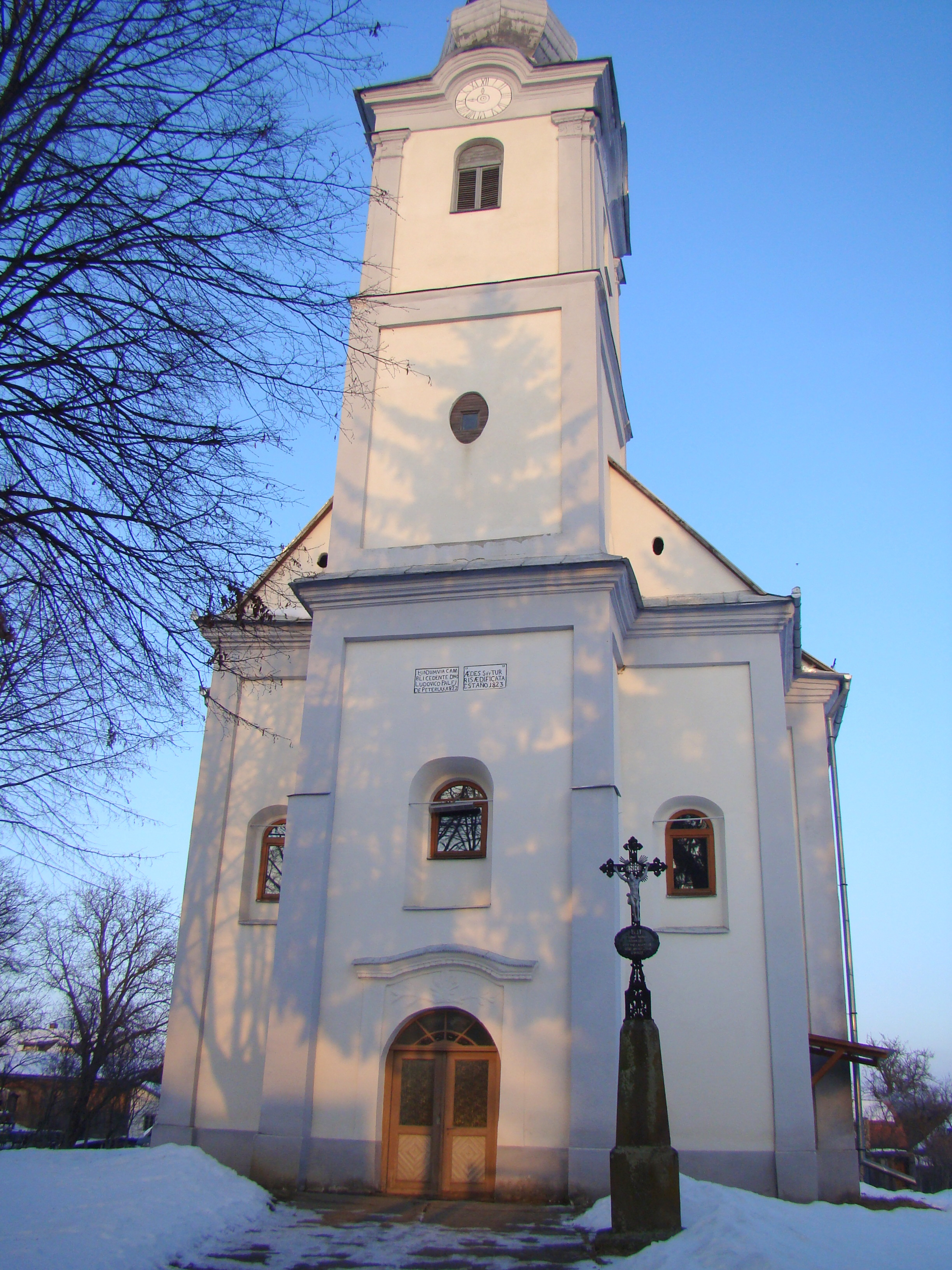
Biserica romano-catolică din Mătrici (ianuarie 2017)

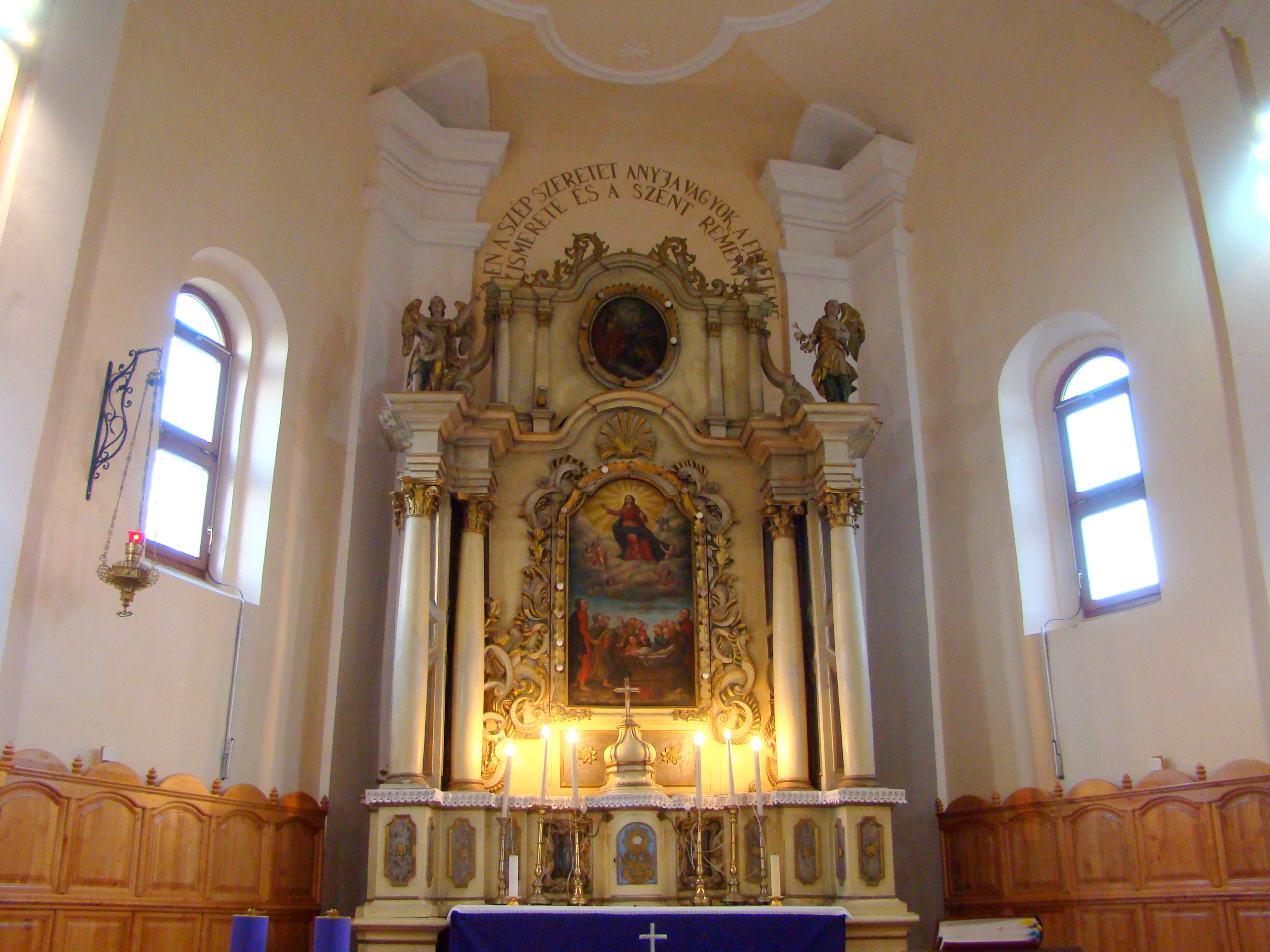
Altarul principal

Biserica romano-catolică din Mătrici este un lăcaș de cult aflat pe teritoriul satului Mătrici, comuna Eremitu. Are hramul „Adormirea Maicii Domnului”.

## Localitatea
Mătrici (în maghiară Nyárádköszvényes, în trad. "Gutosul Nirajului") este un sat în comuna Eremitu din județul Mureș, Transilvania, România. Satul Mătrici este atestat documentar în anul 1484.

## Biserica
Locuitorii erau toți catolici și așa au rămas chiar și după schimbările Reformei. În secolul XVI nu au avut preot timp de 40 de ani, până la sfârșitul secolului. În acel moment a existat o încercare a pastorilor din Nyárádszentmárton (Mitrești) și Csíkfalva (Vărgata) de a îi reforma, dar au fost alungați de femeile din sat.
Vechea biserică medievală menționată în 1484 a fost demolată și s-a construit una nouă între anii 1822-1826. Momentul construcției noii biserici este indicat prin inscripții gravate în piatră: „Fundum via cambiali cedente Dno Ludovico Pálfi de Péterlaka 1822”; „Aedes et turris aedificata est anno 1823”. De la vechea biserică s-au păstrat o cristelniță și un potir din 1633 cu inscripția: „Memorare novissima tua AD 1633”.
Din 1860 a avut și o școală catolică, care a fost naționalizată în 1948.

## Imagini din exterior

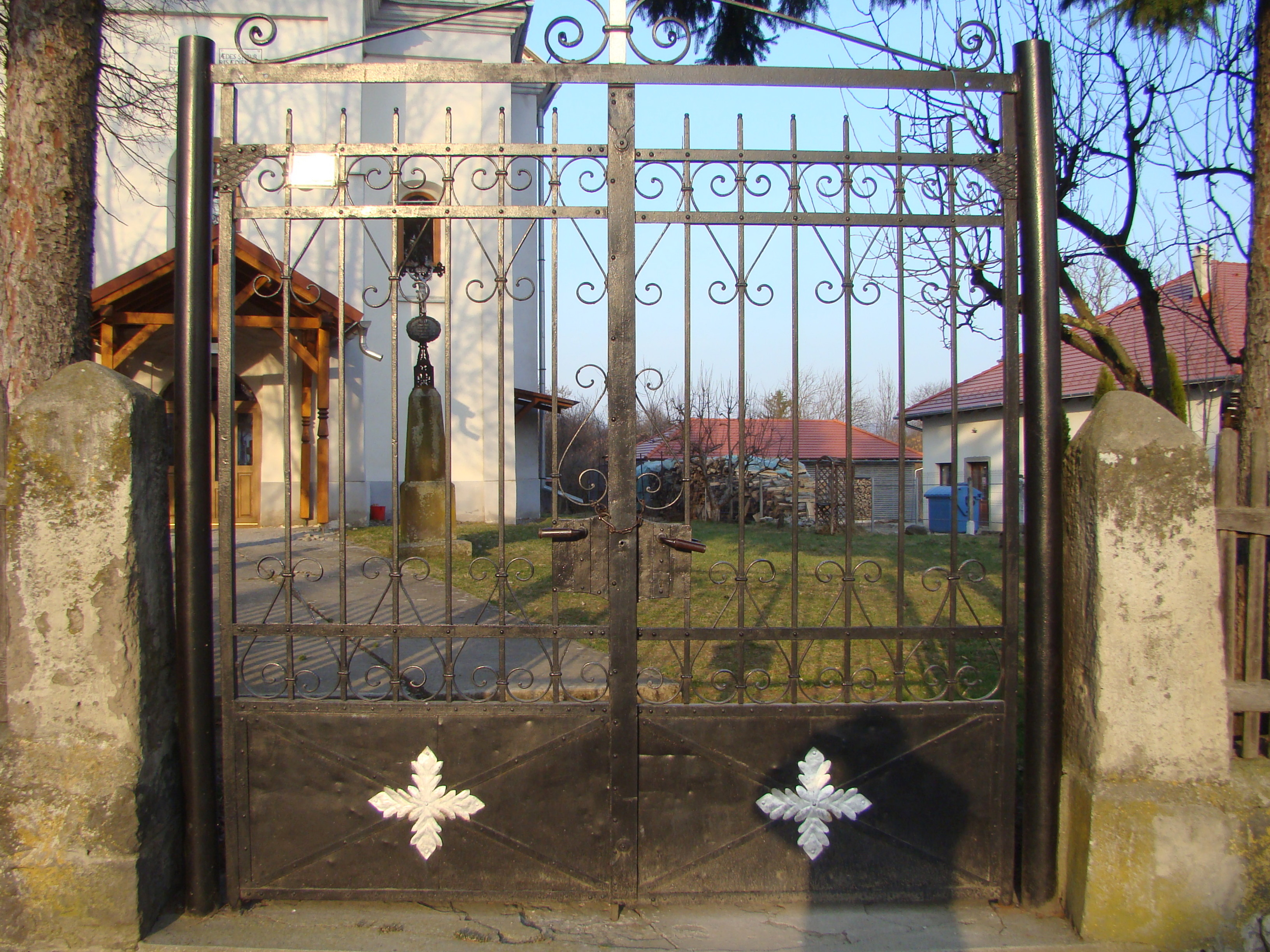
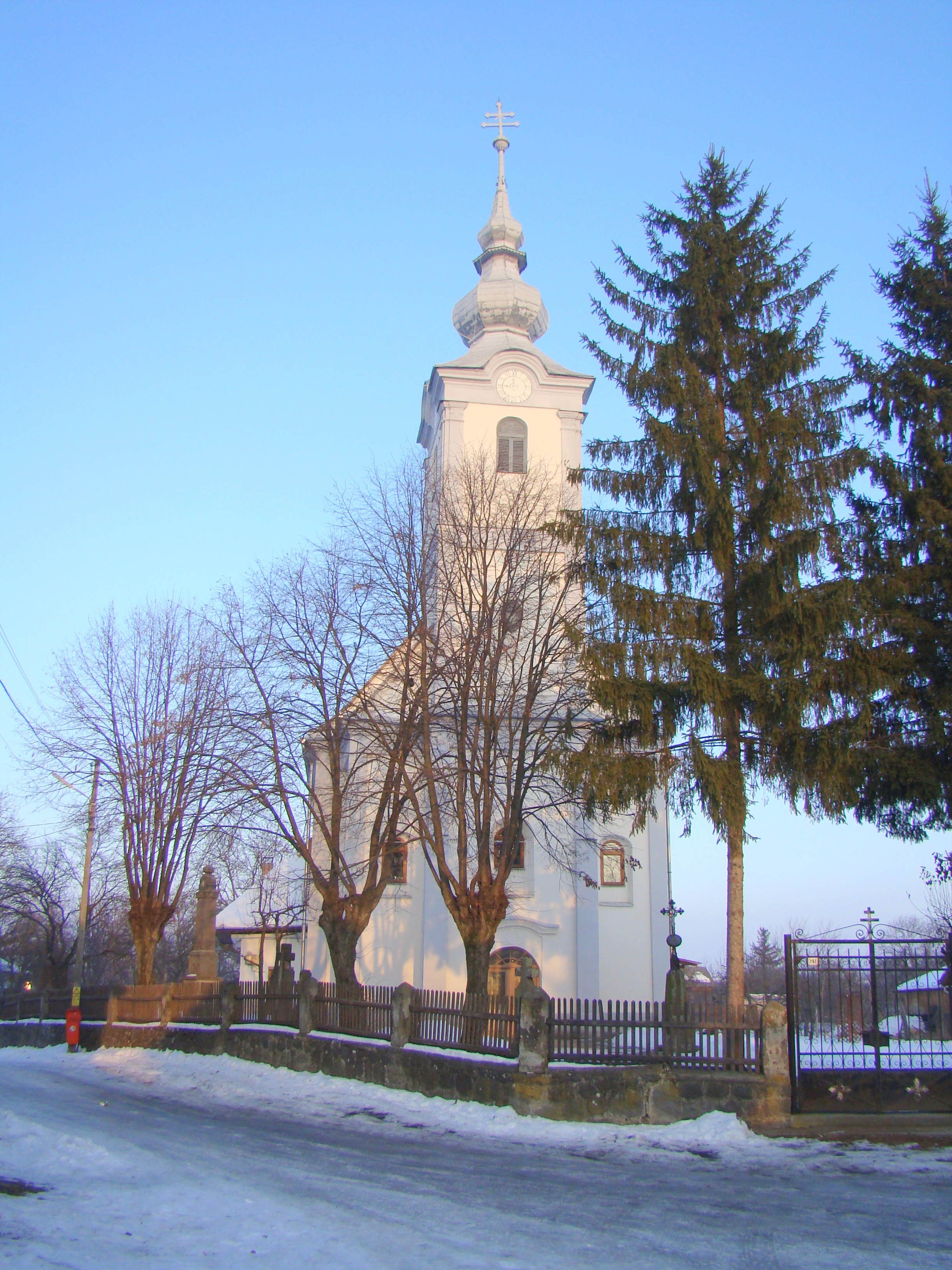
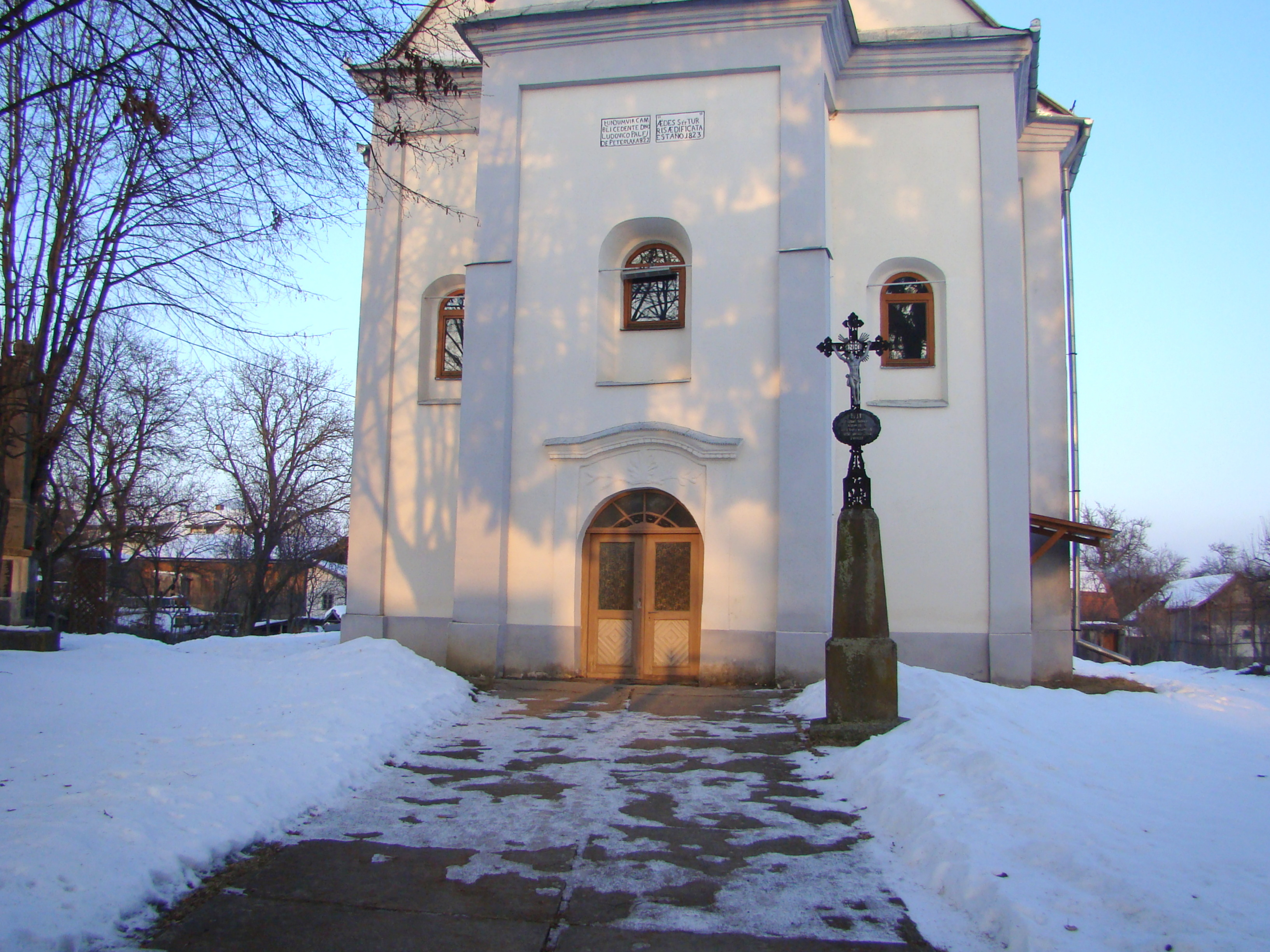
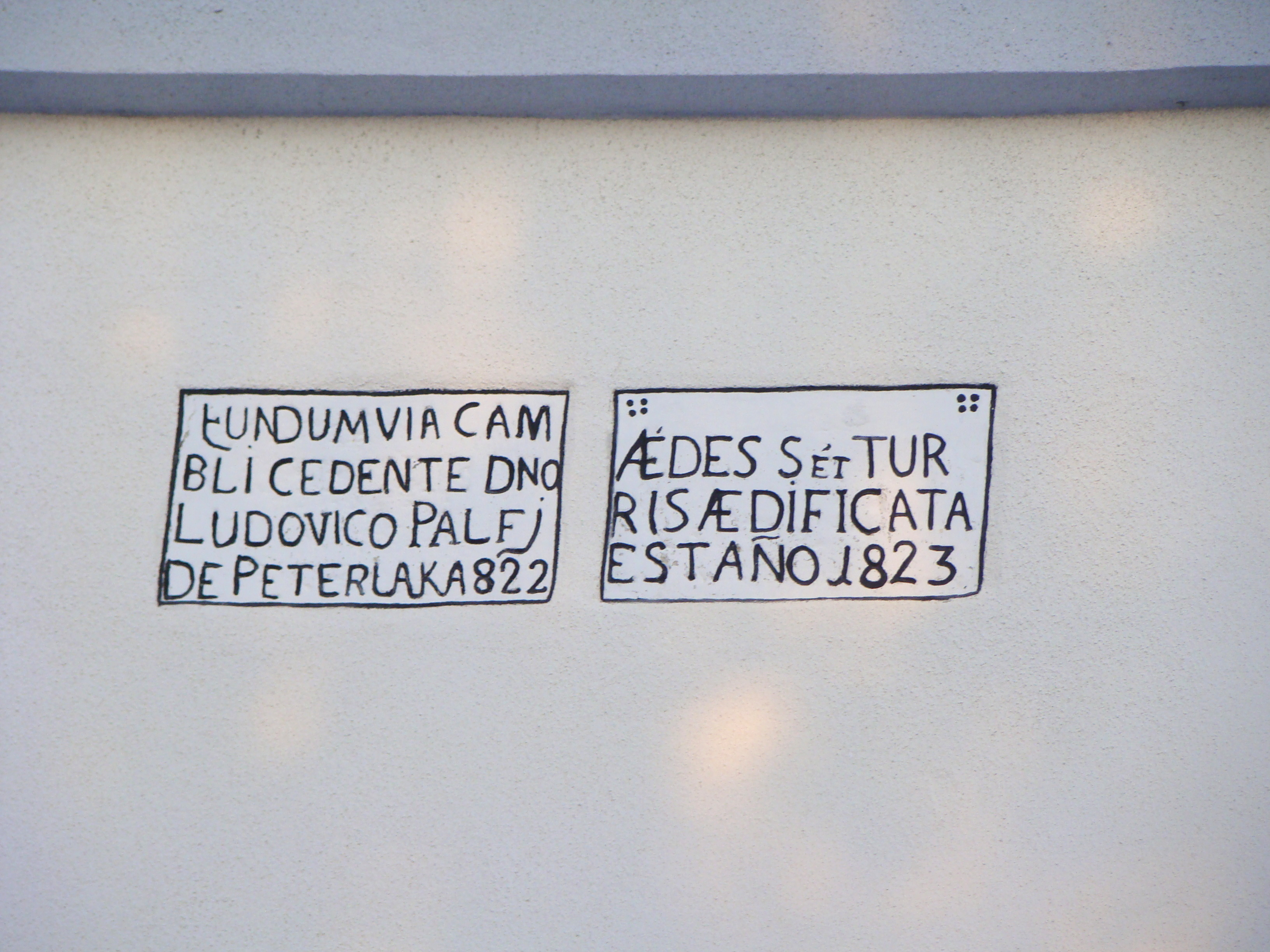
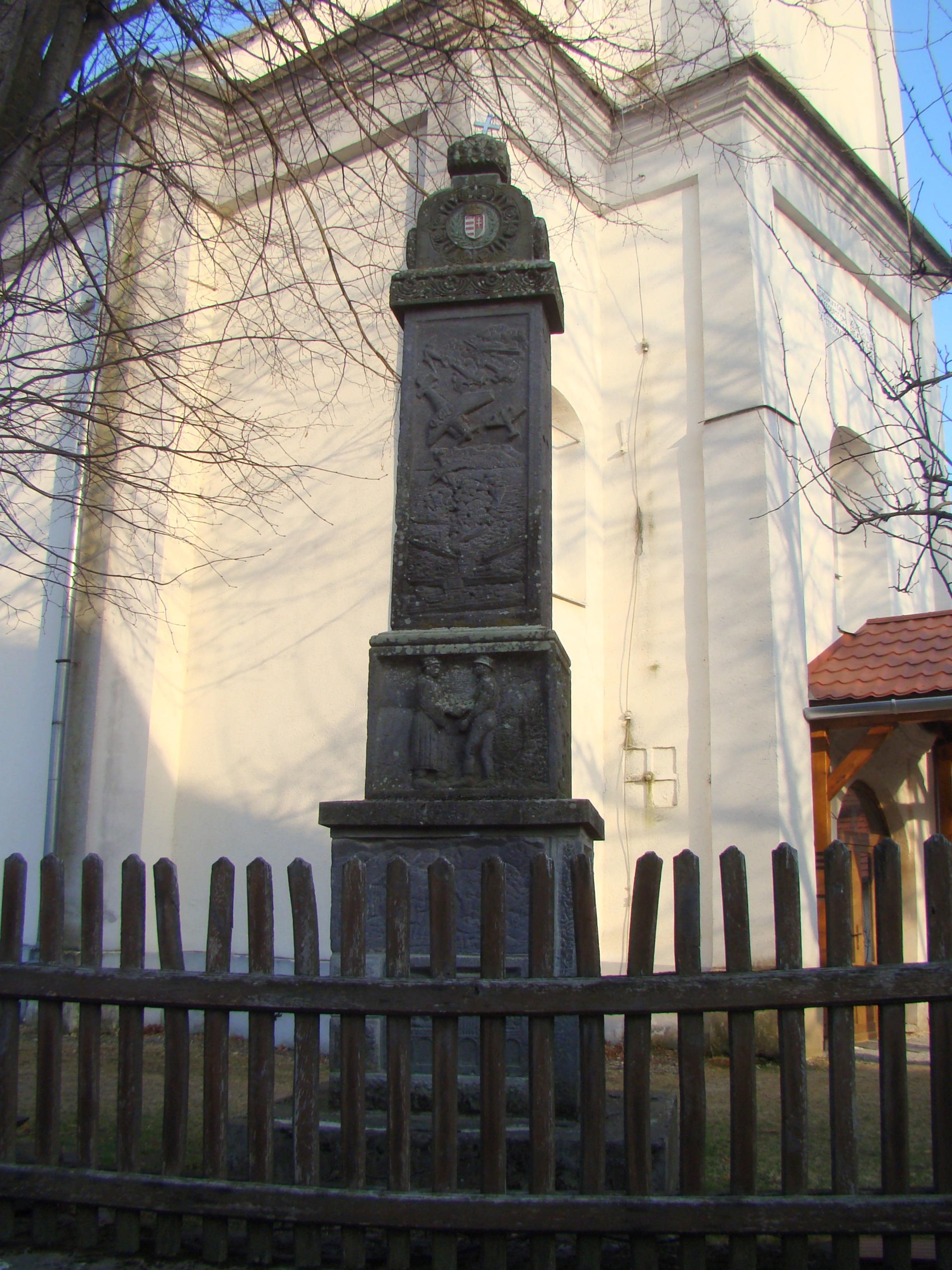
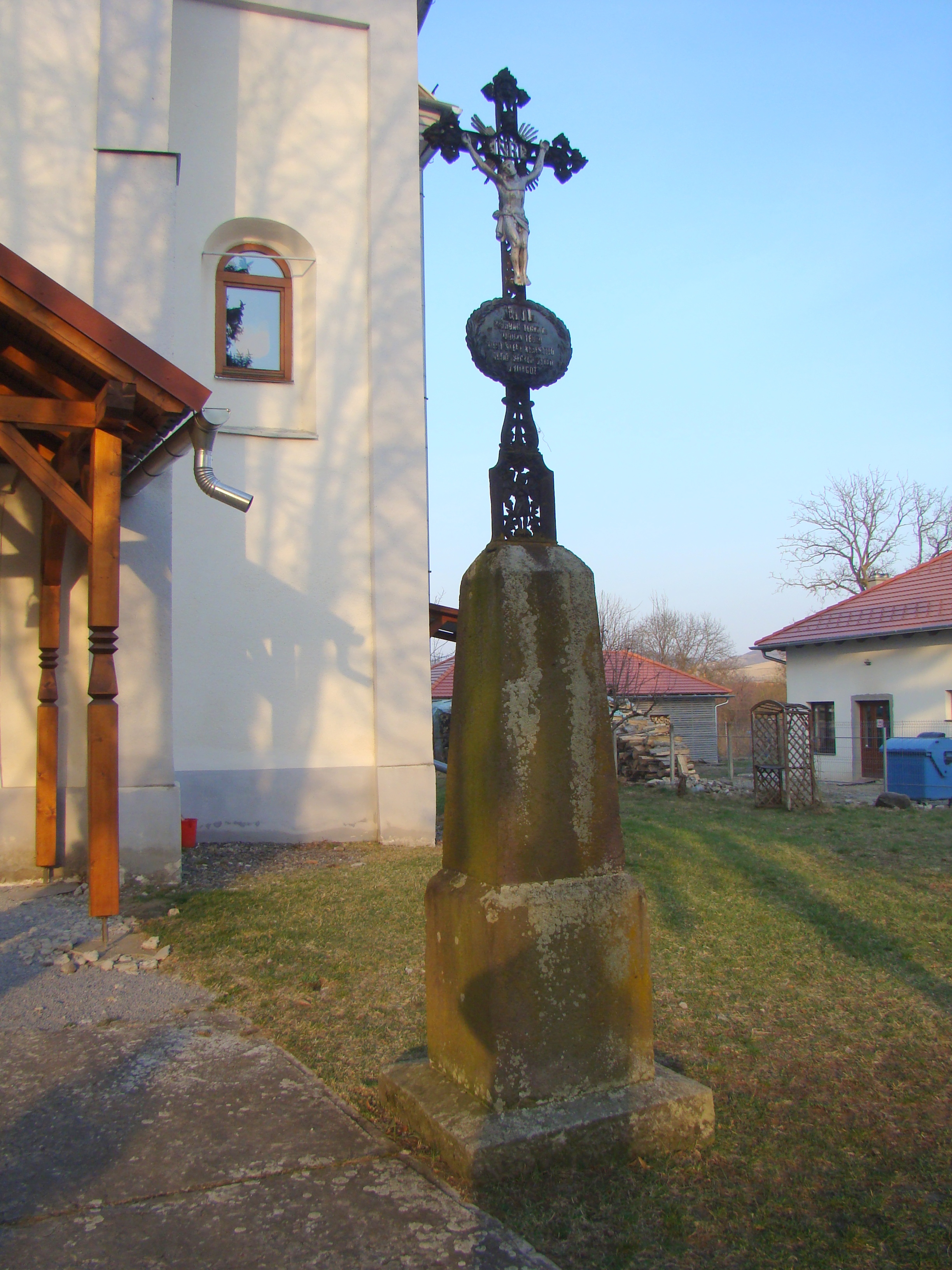
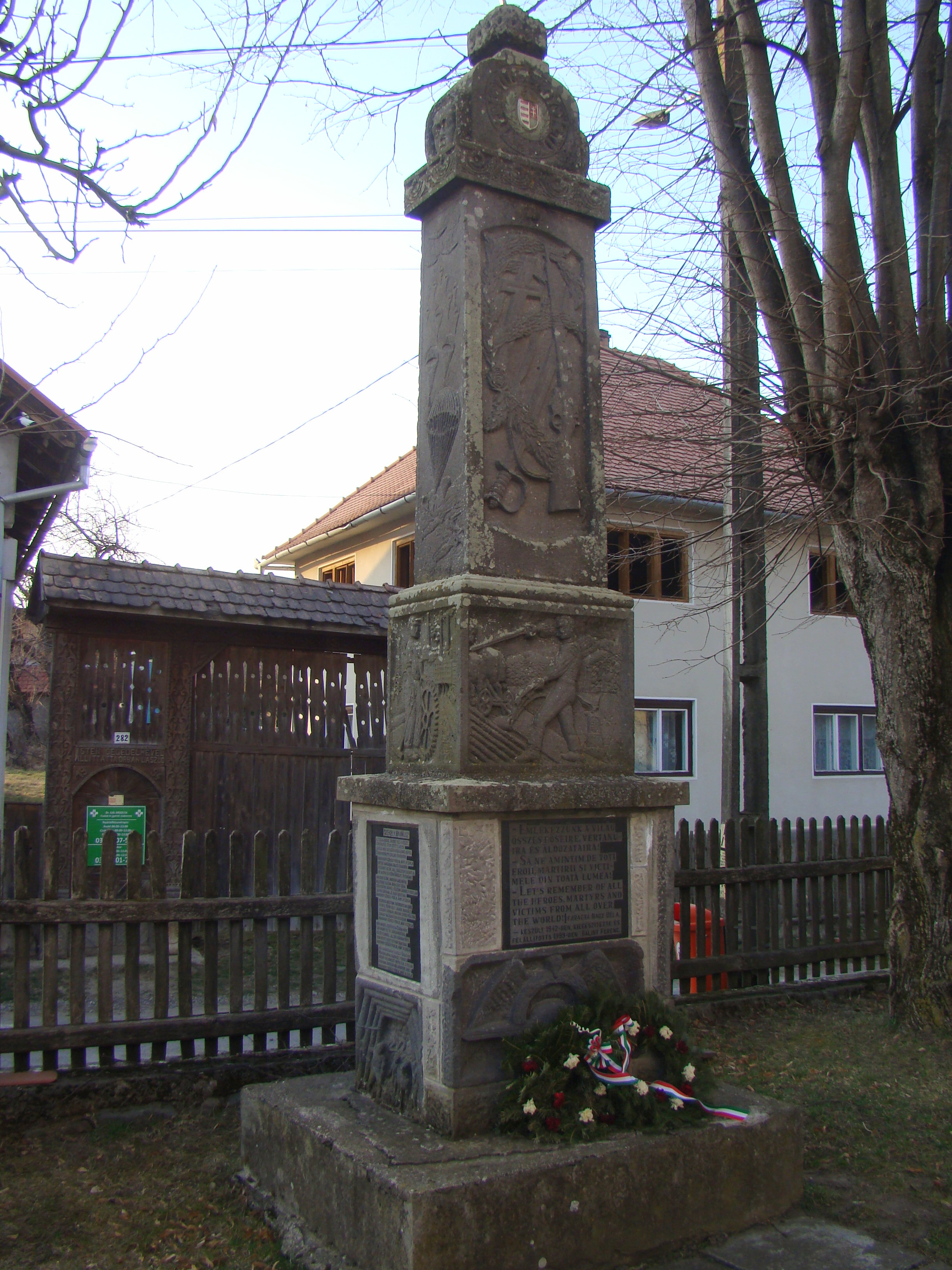
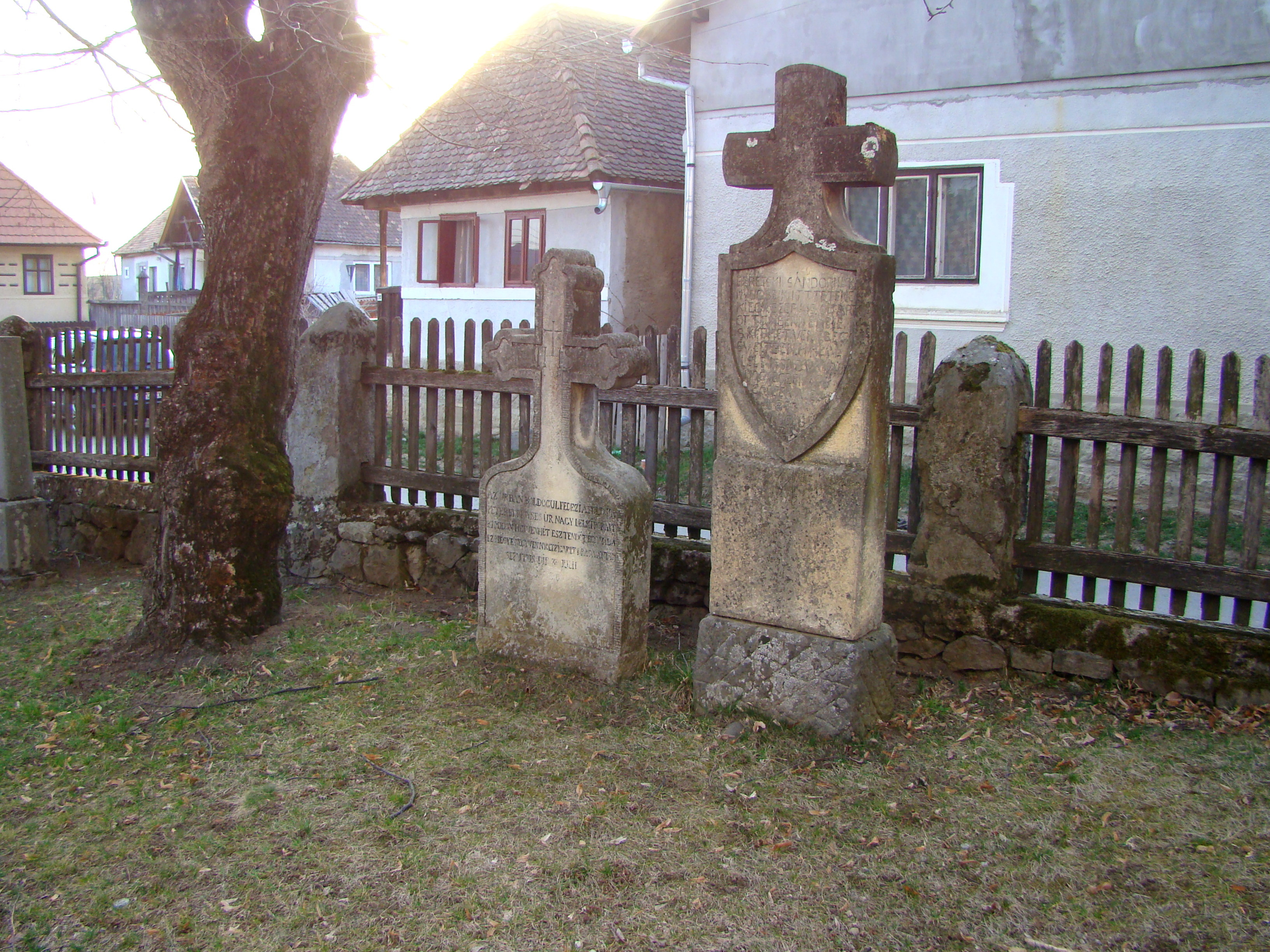
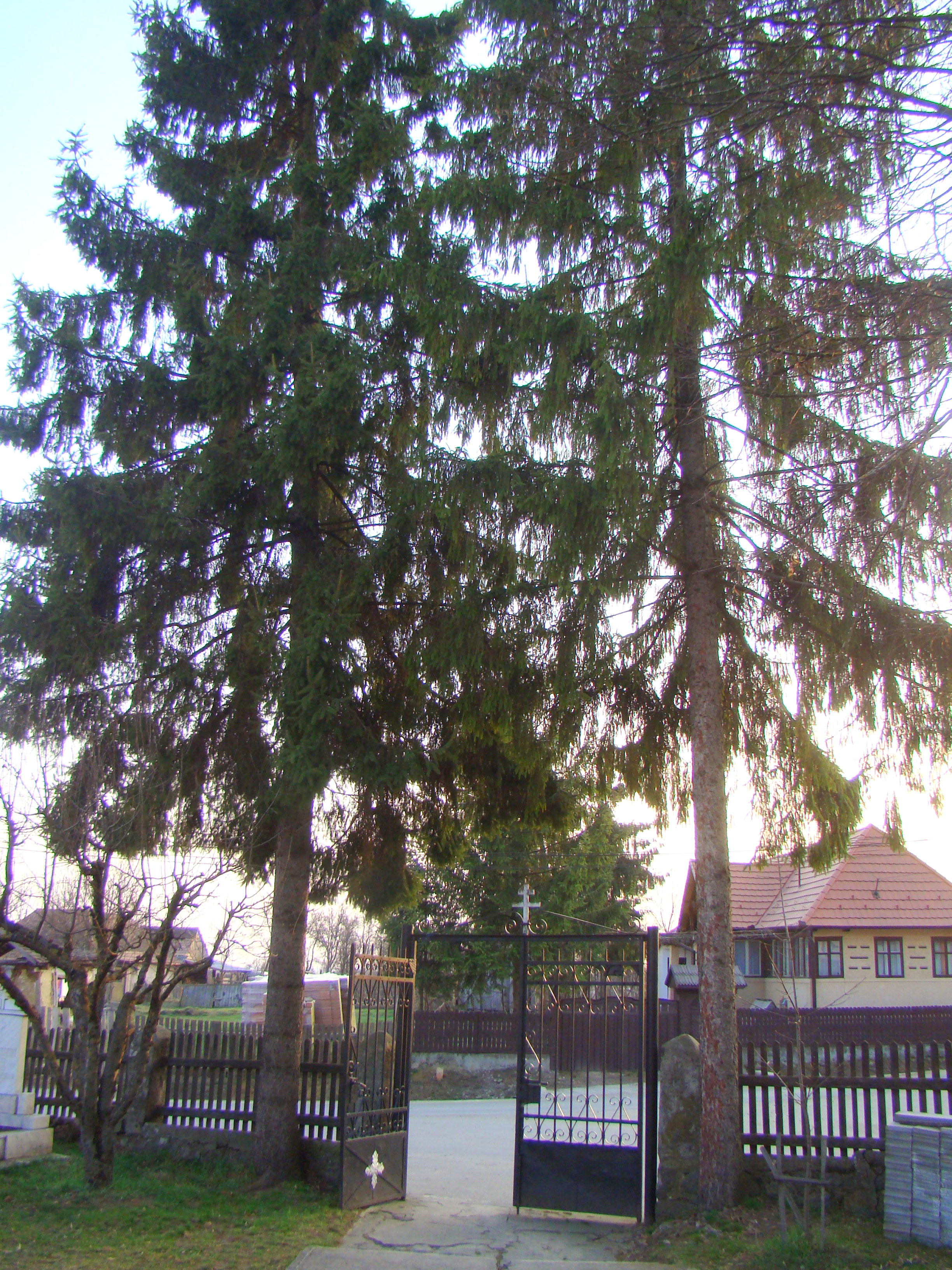
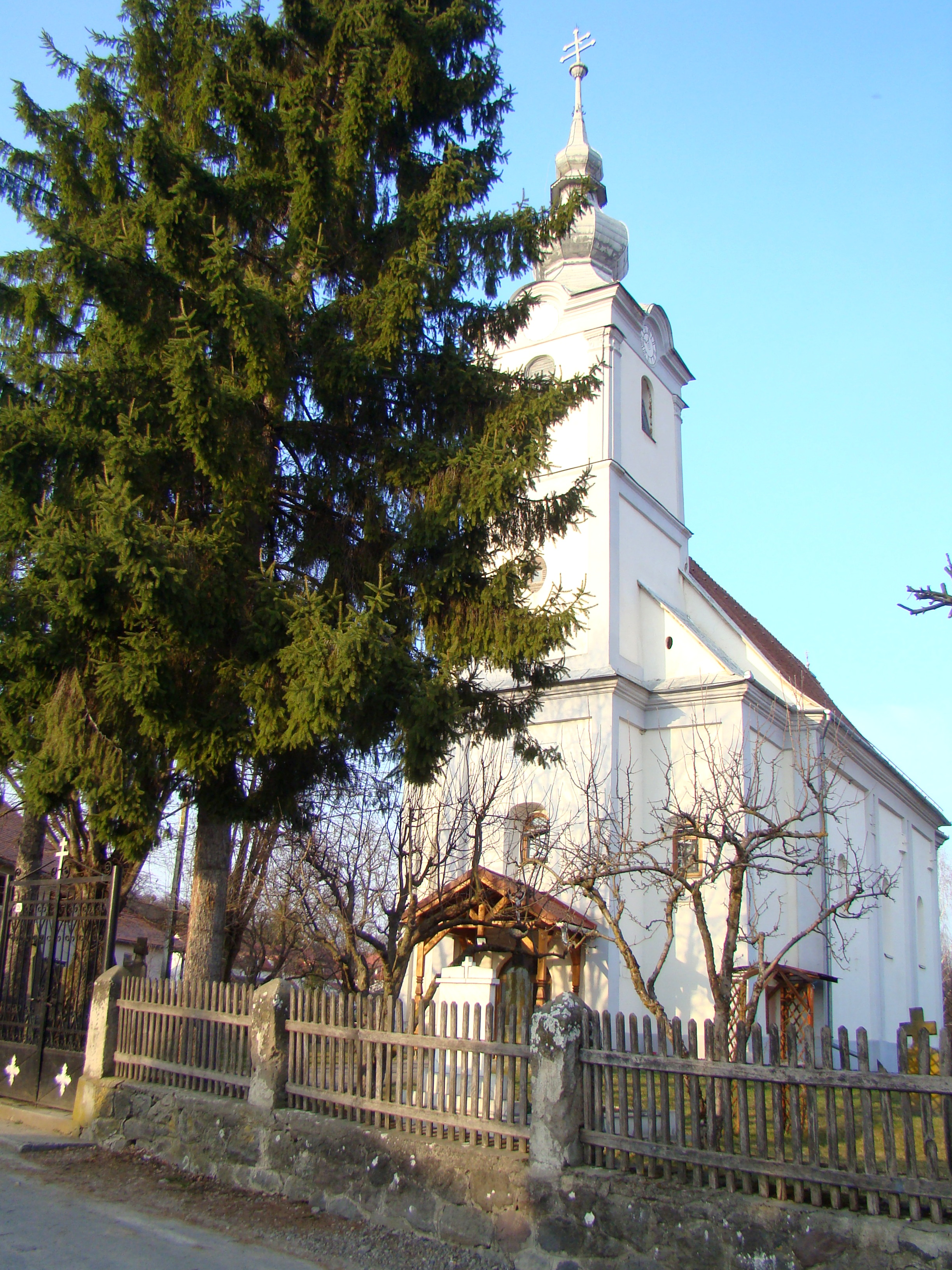

## Imagini din interior

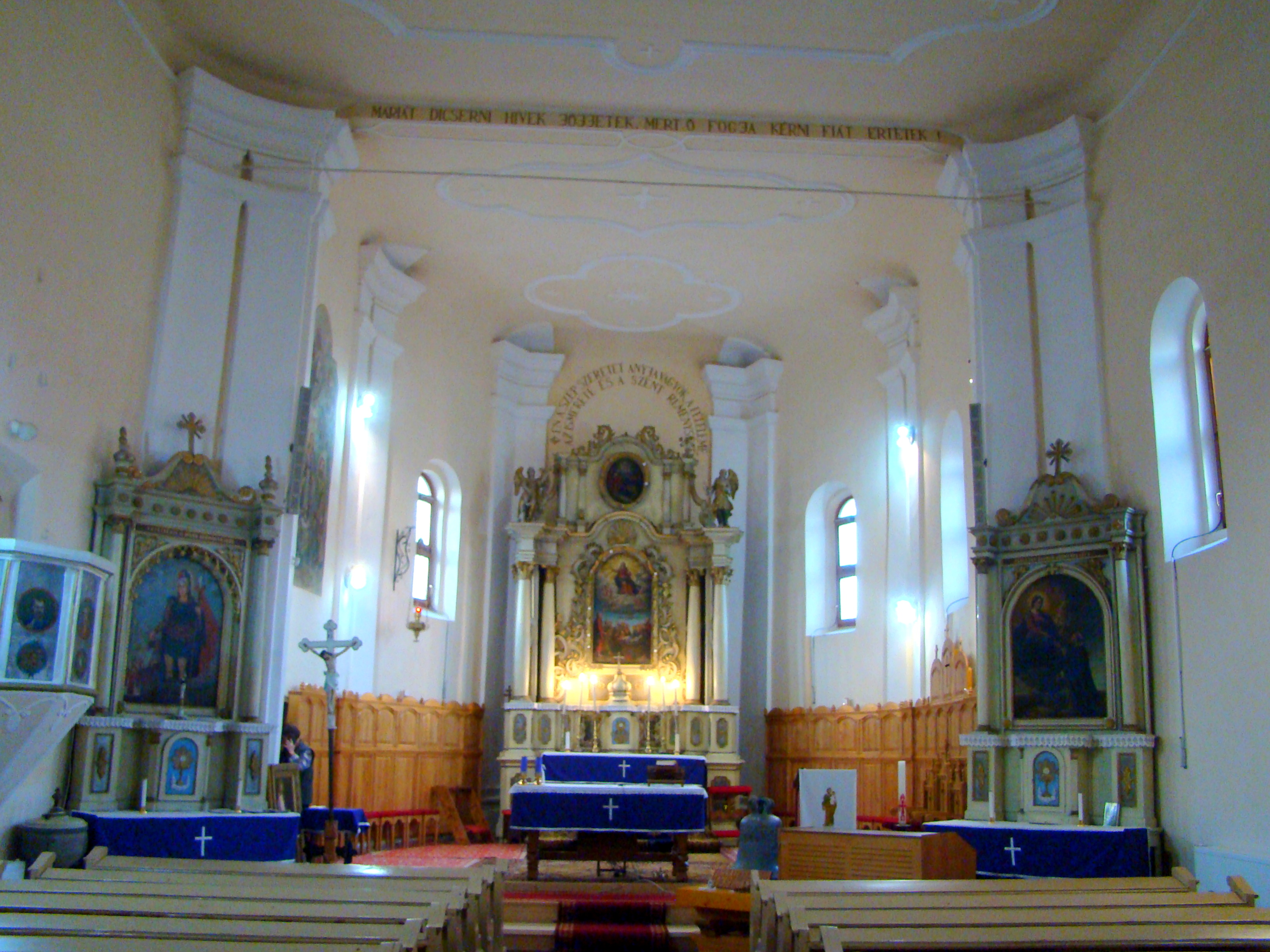
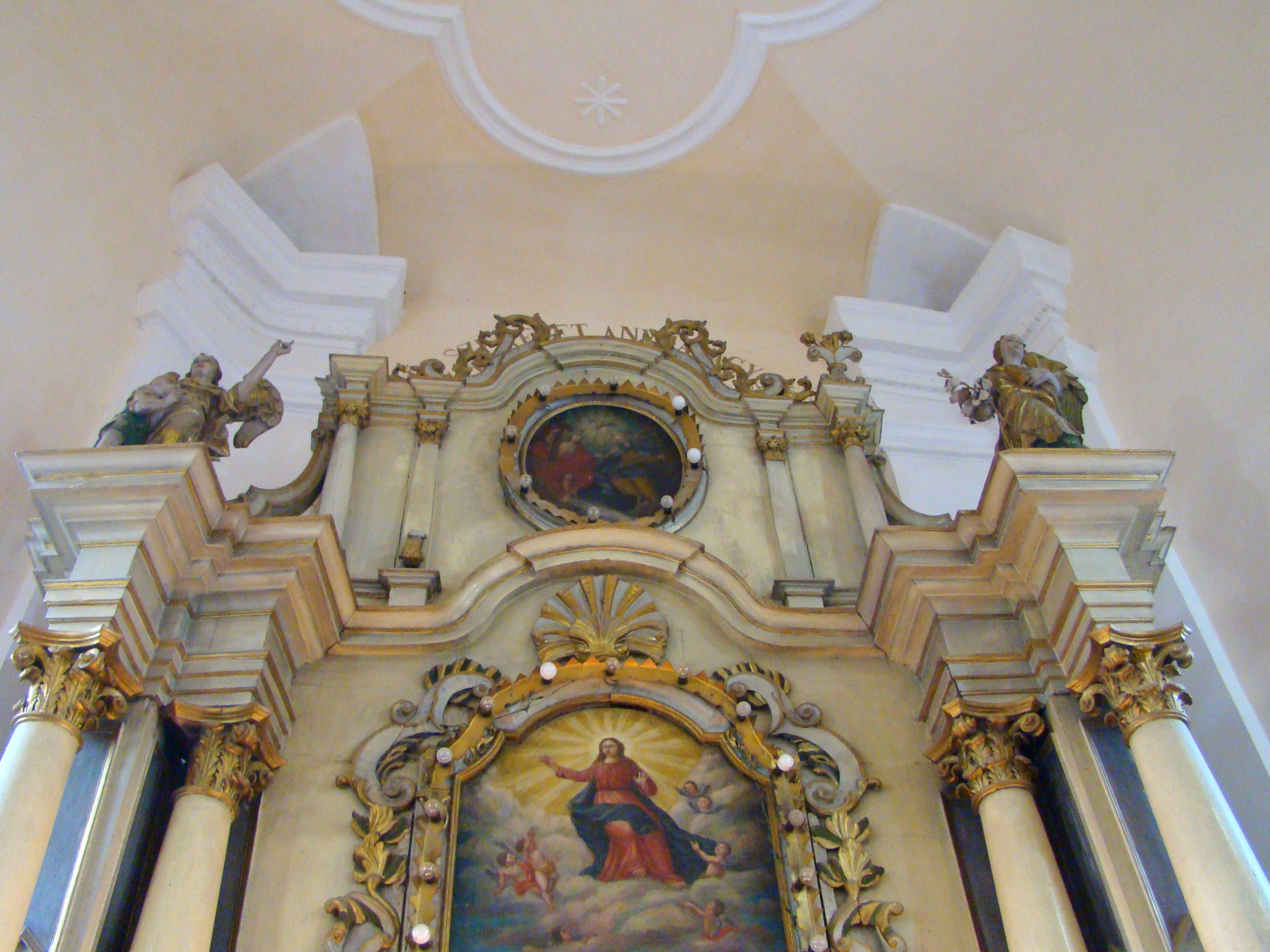
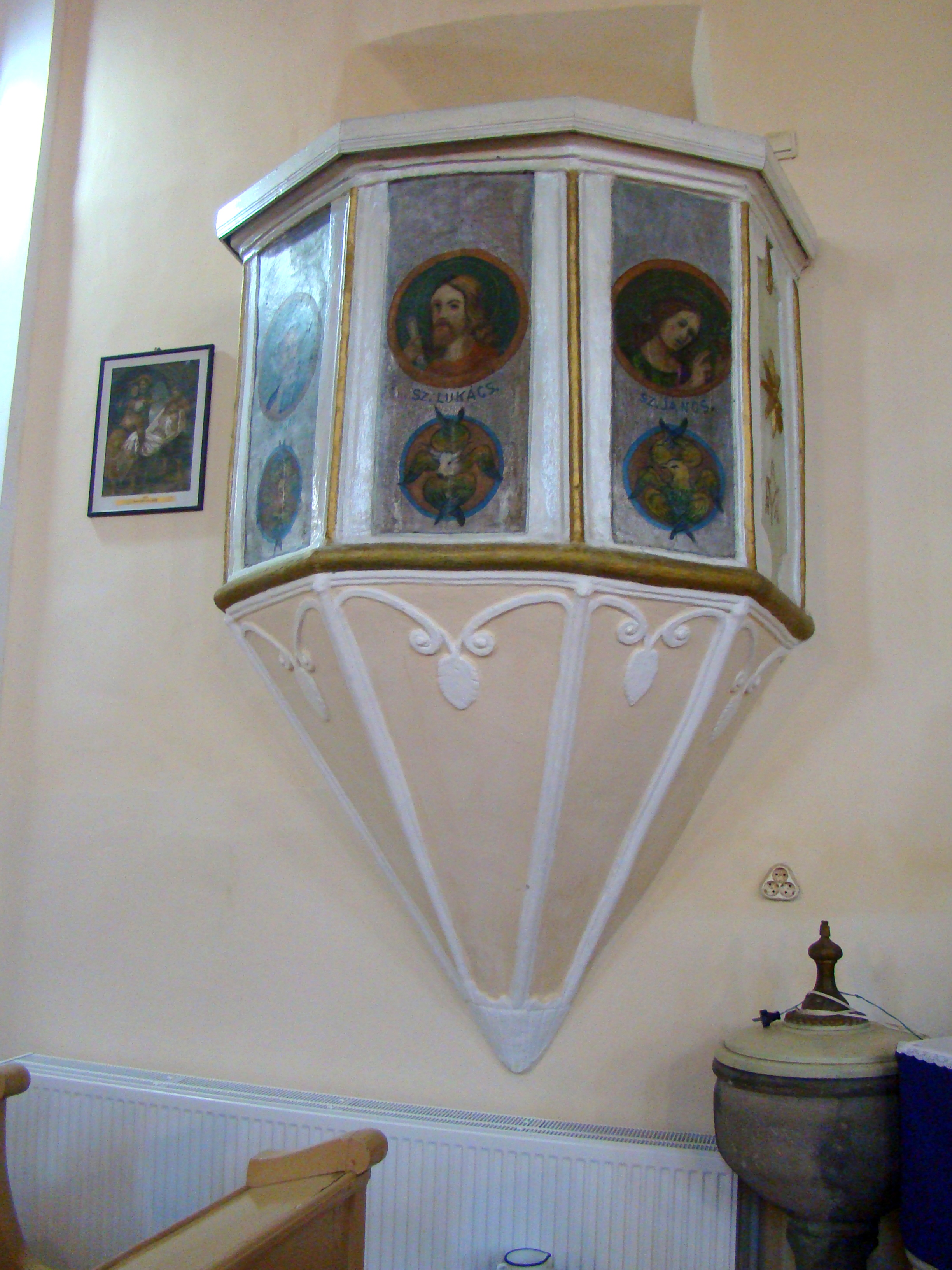
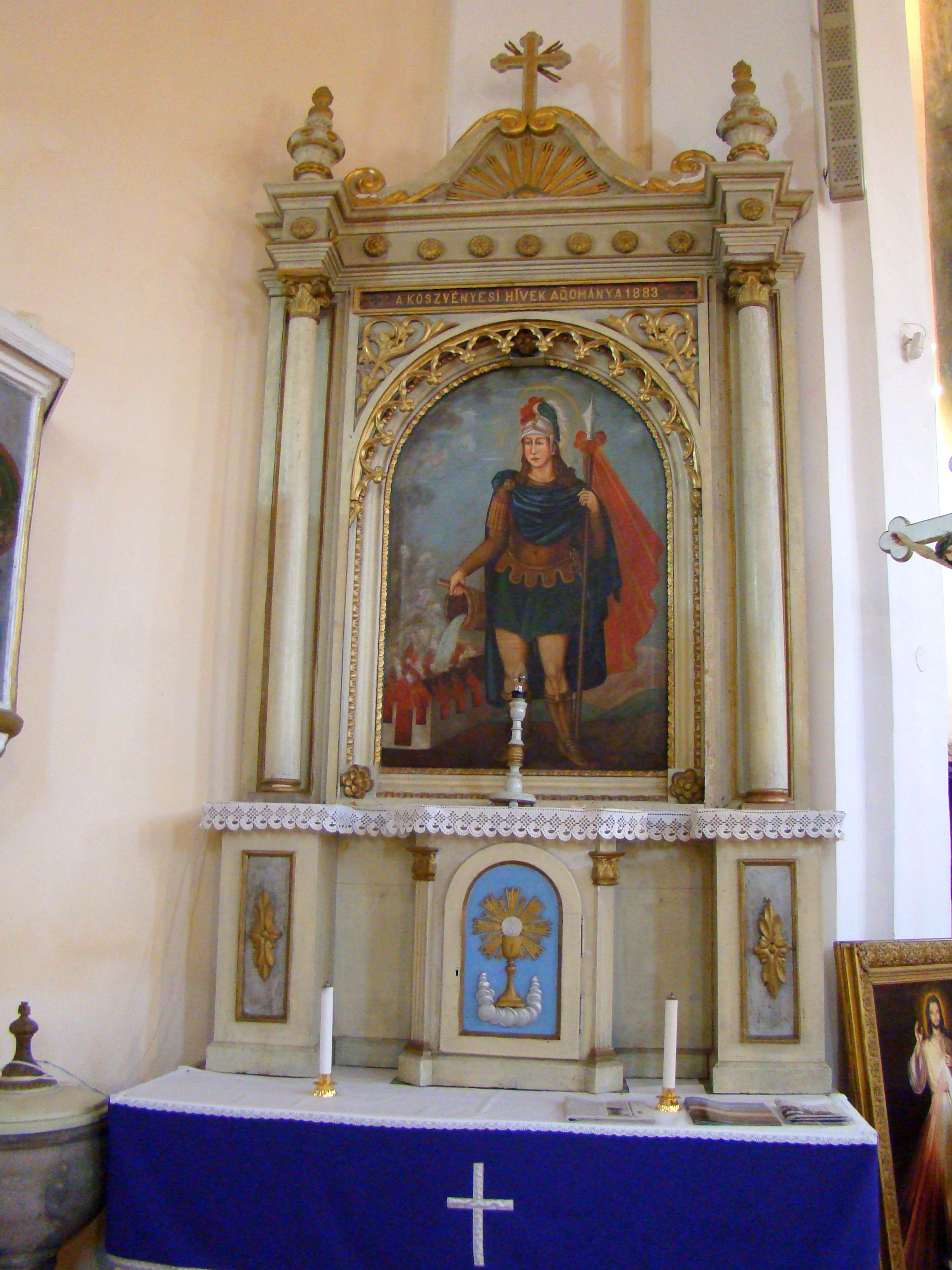
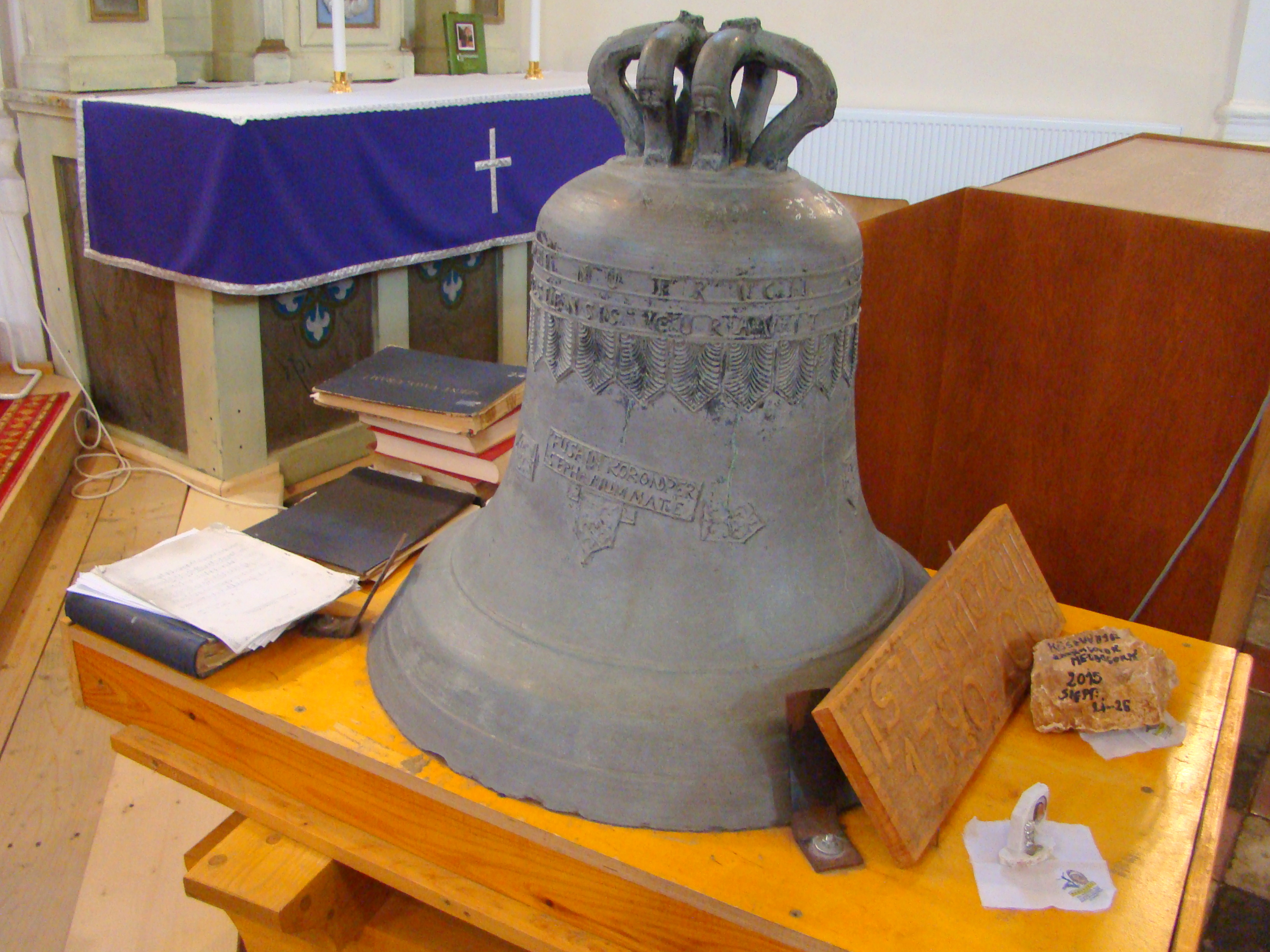
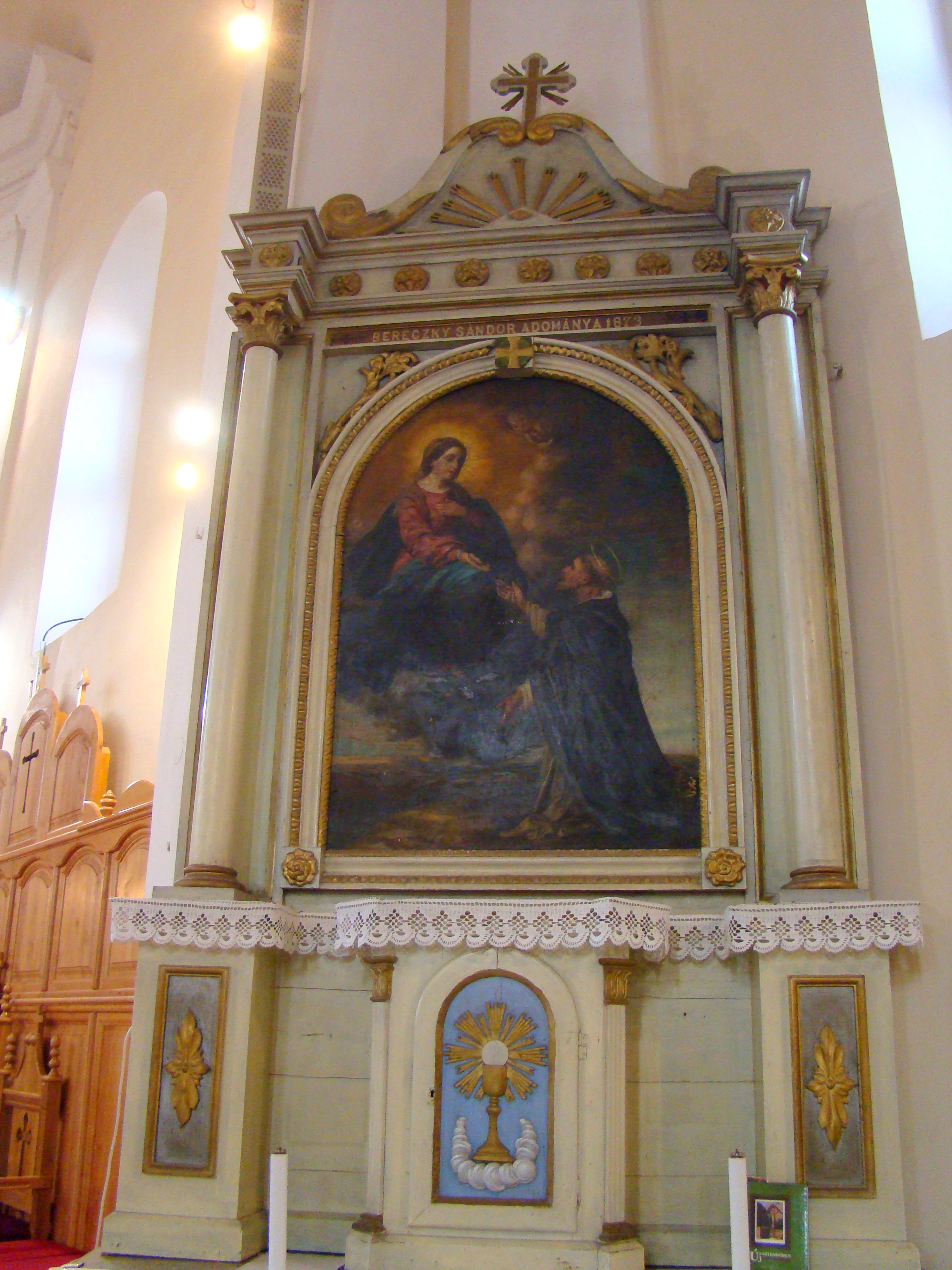
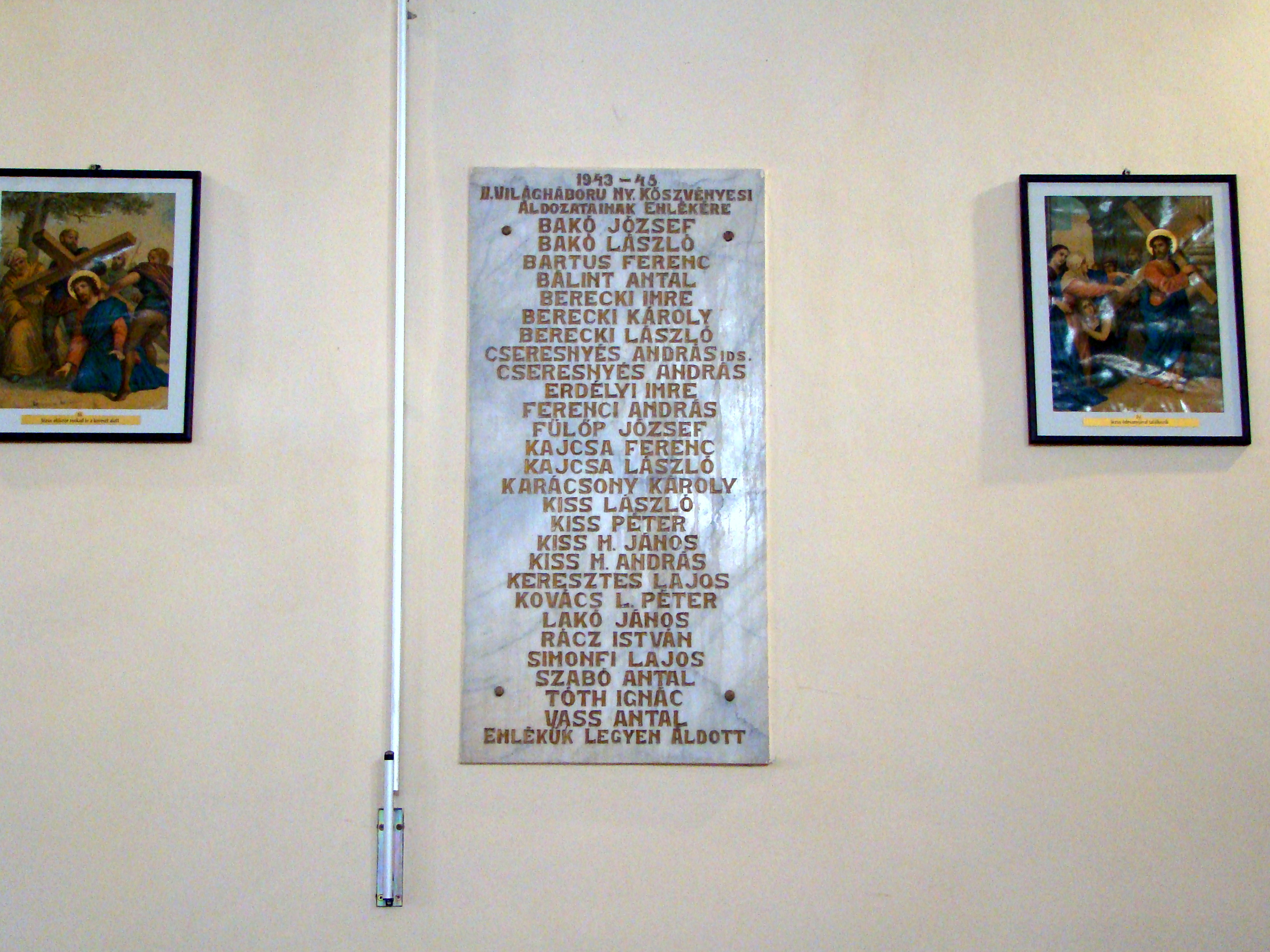
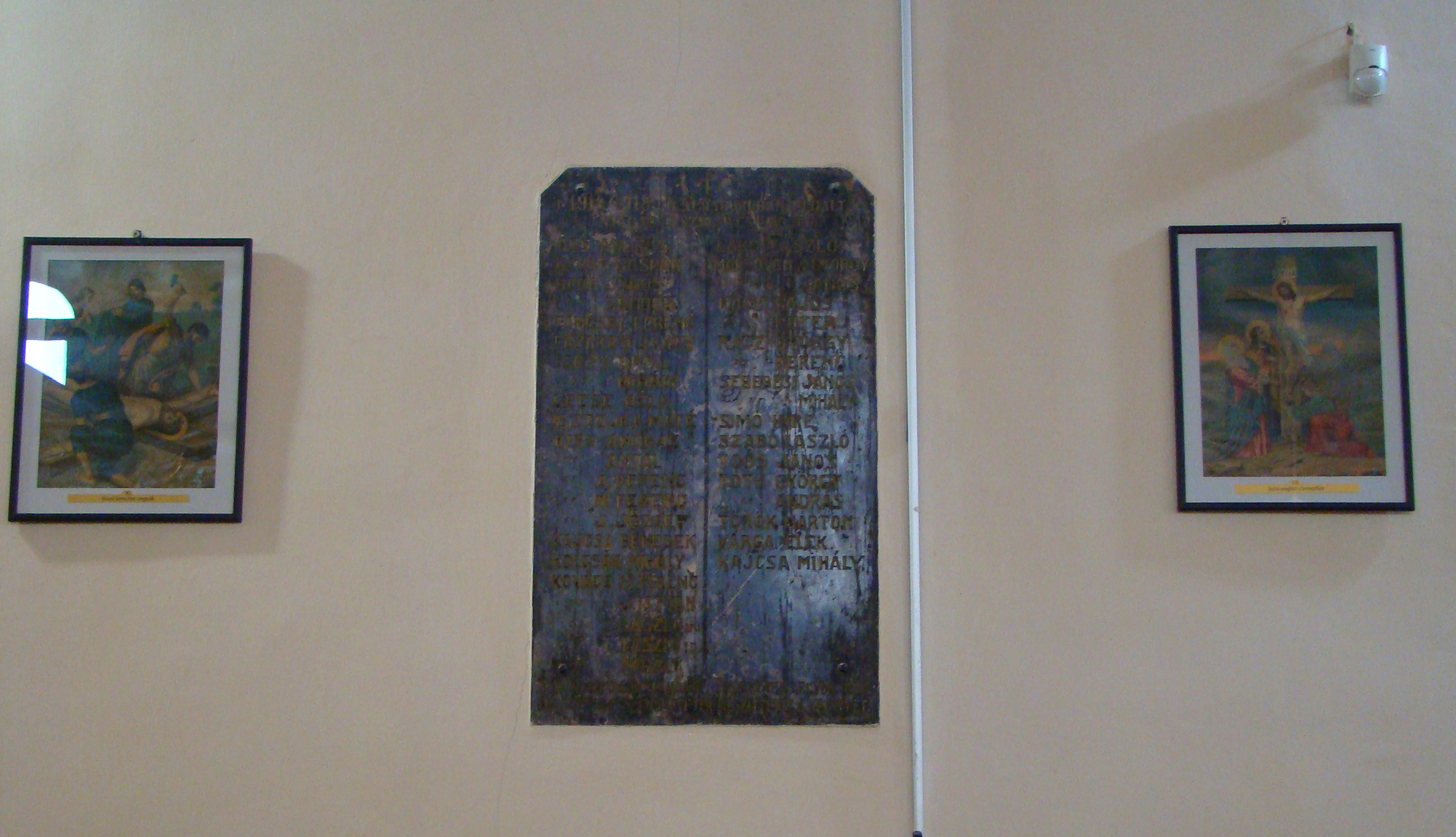
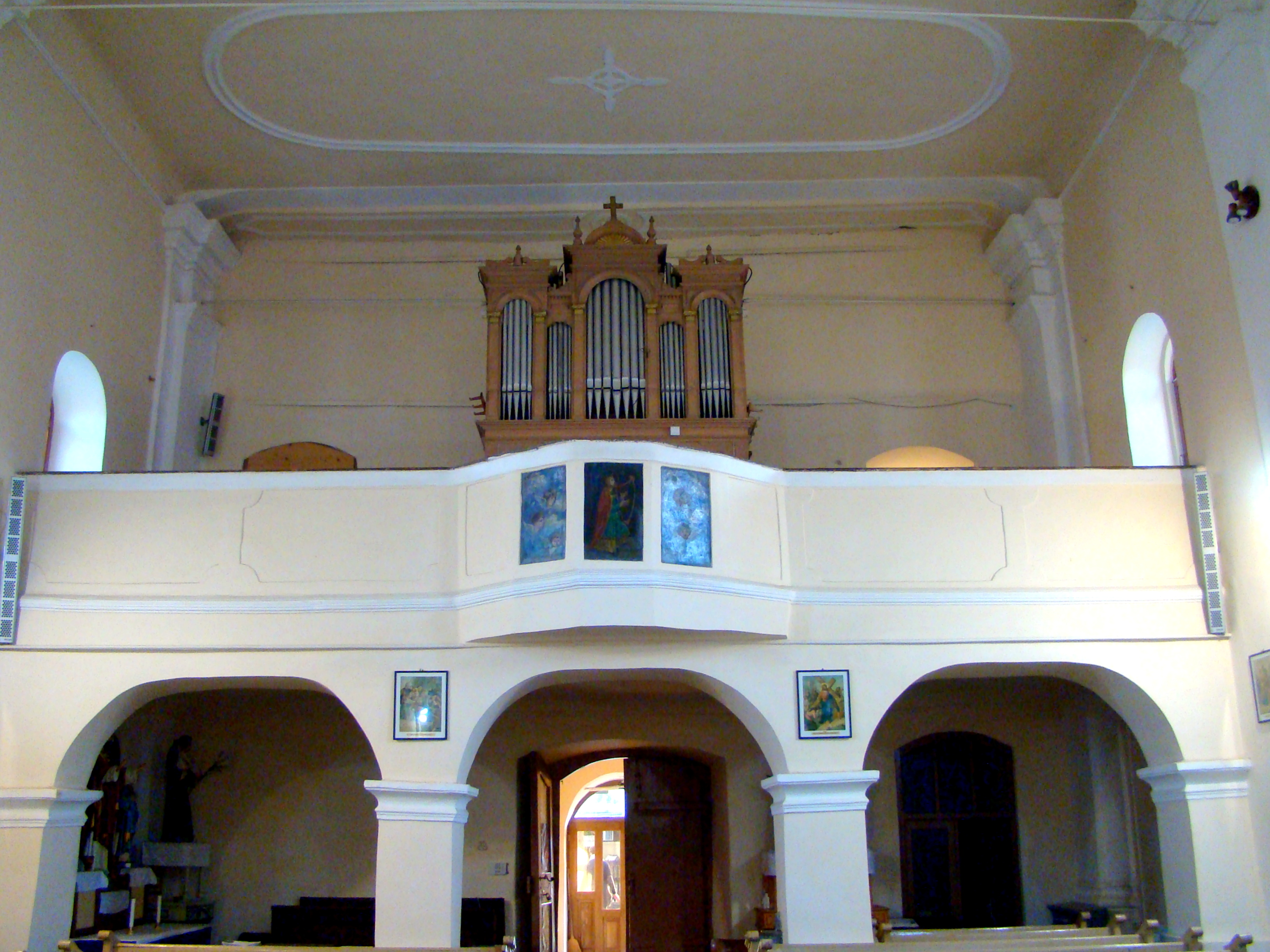
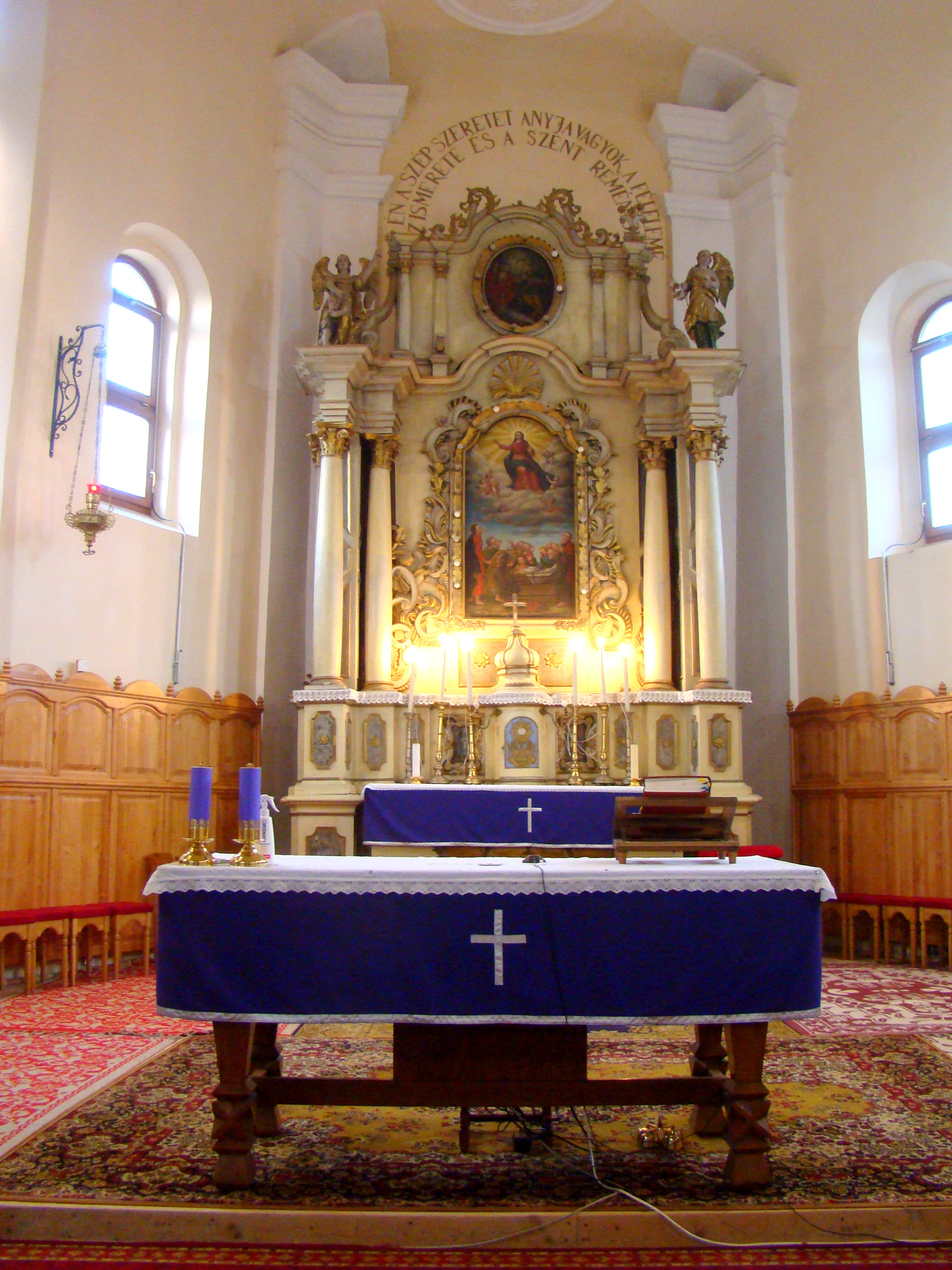
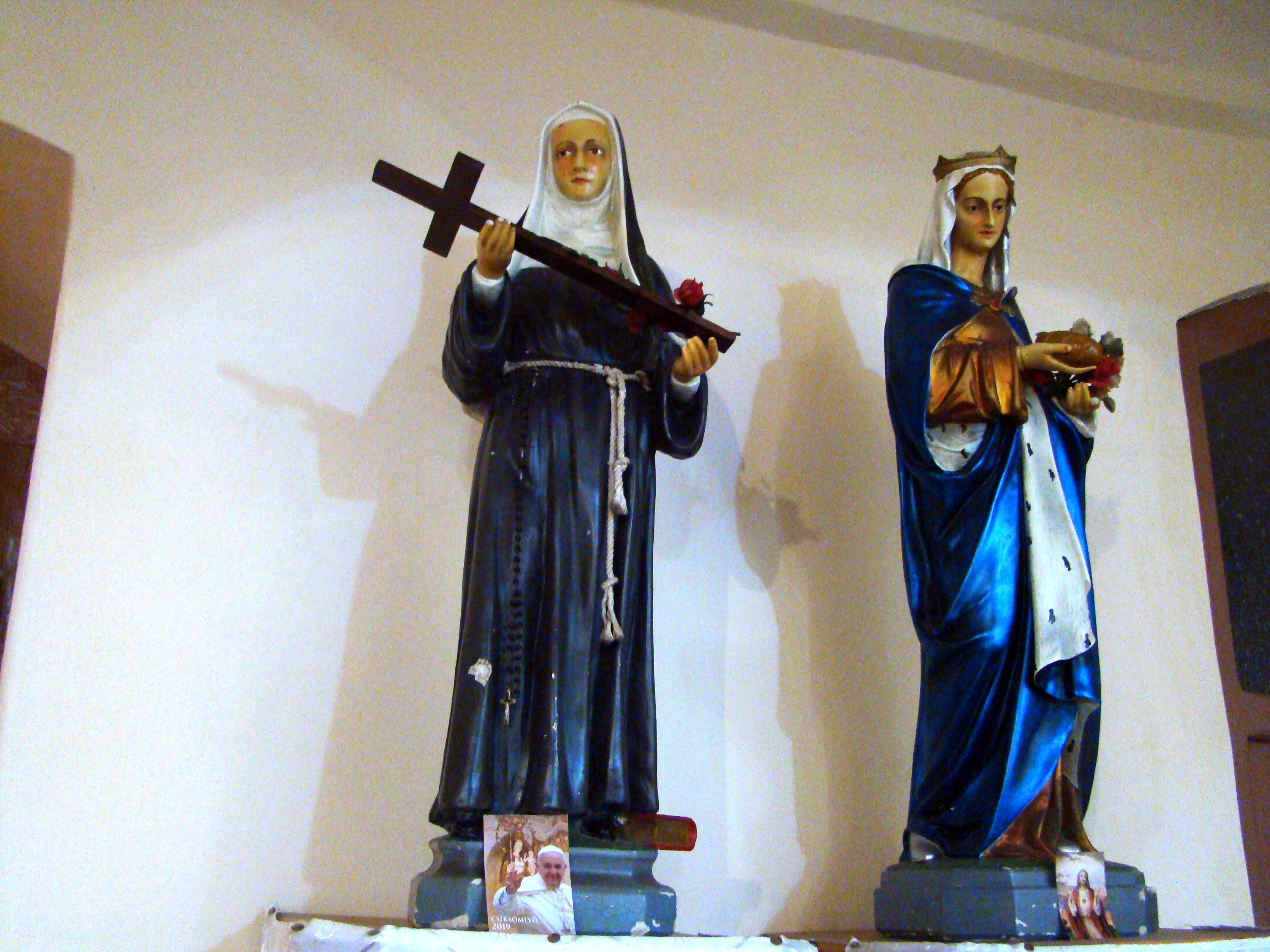
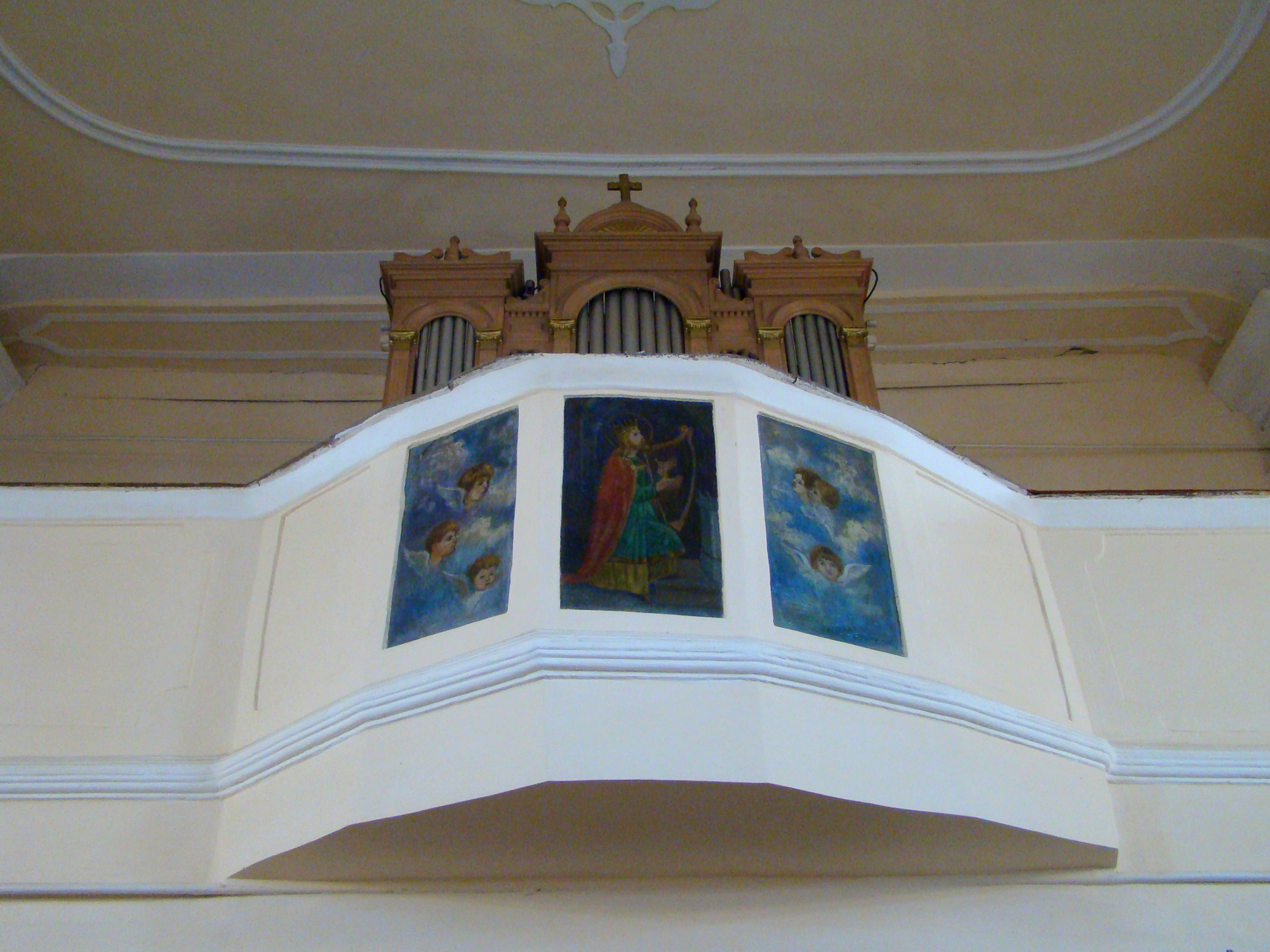
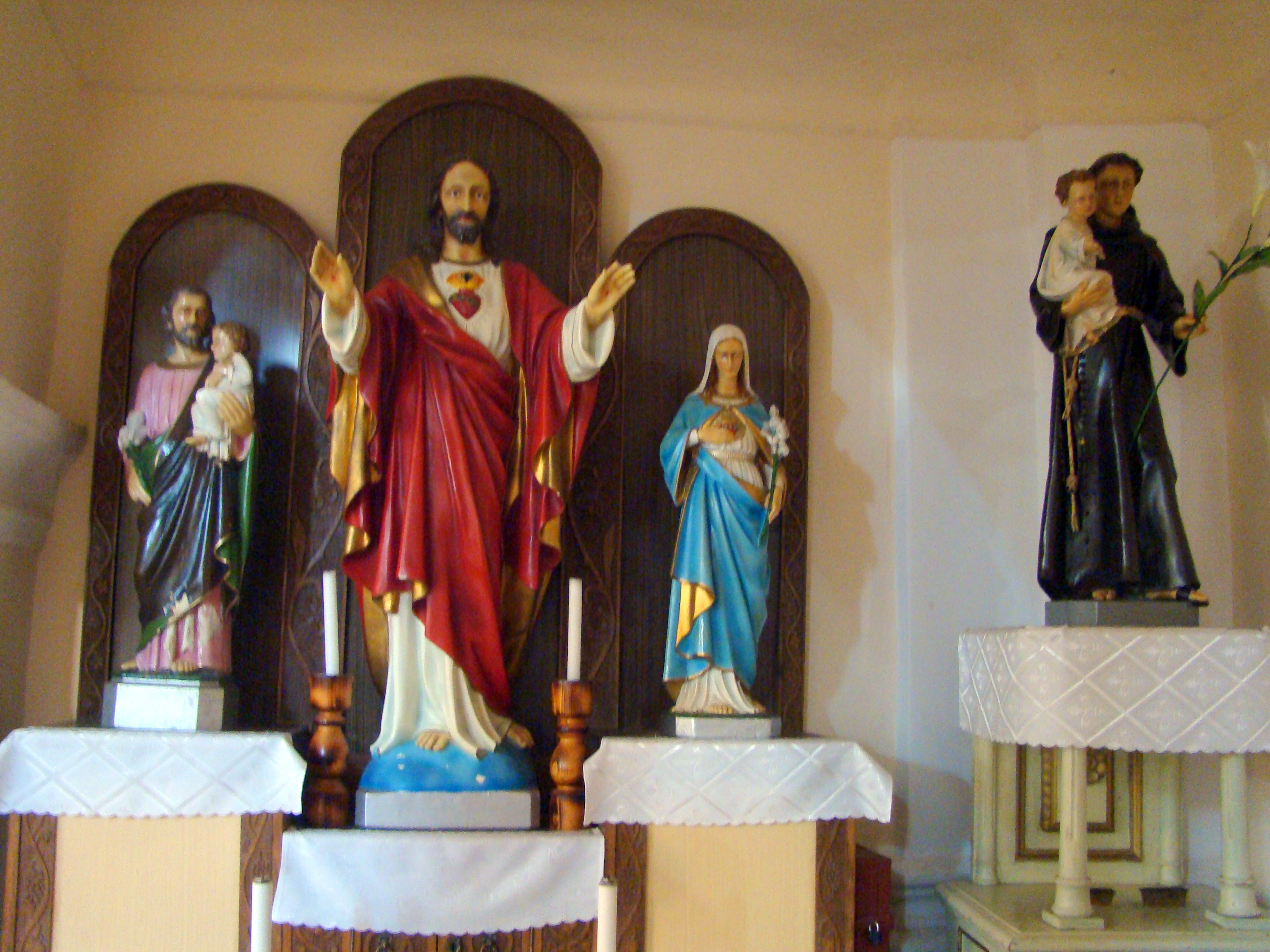
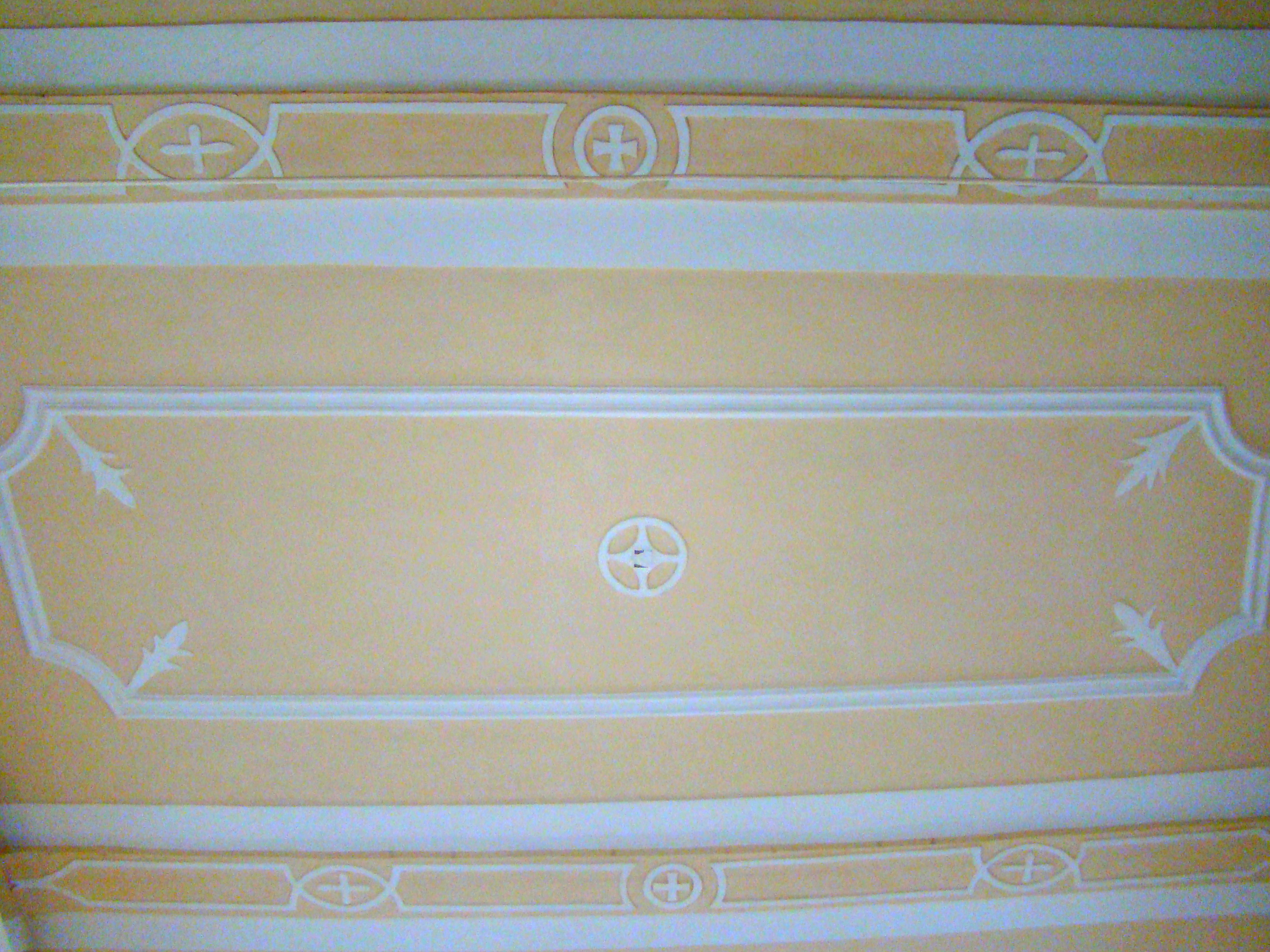
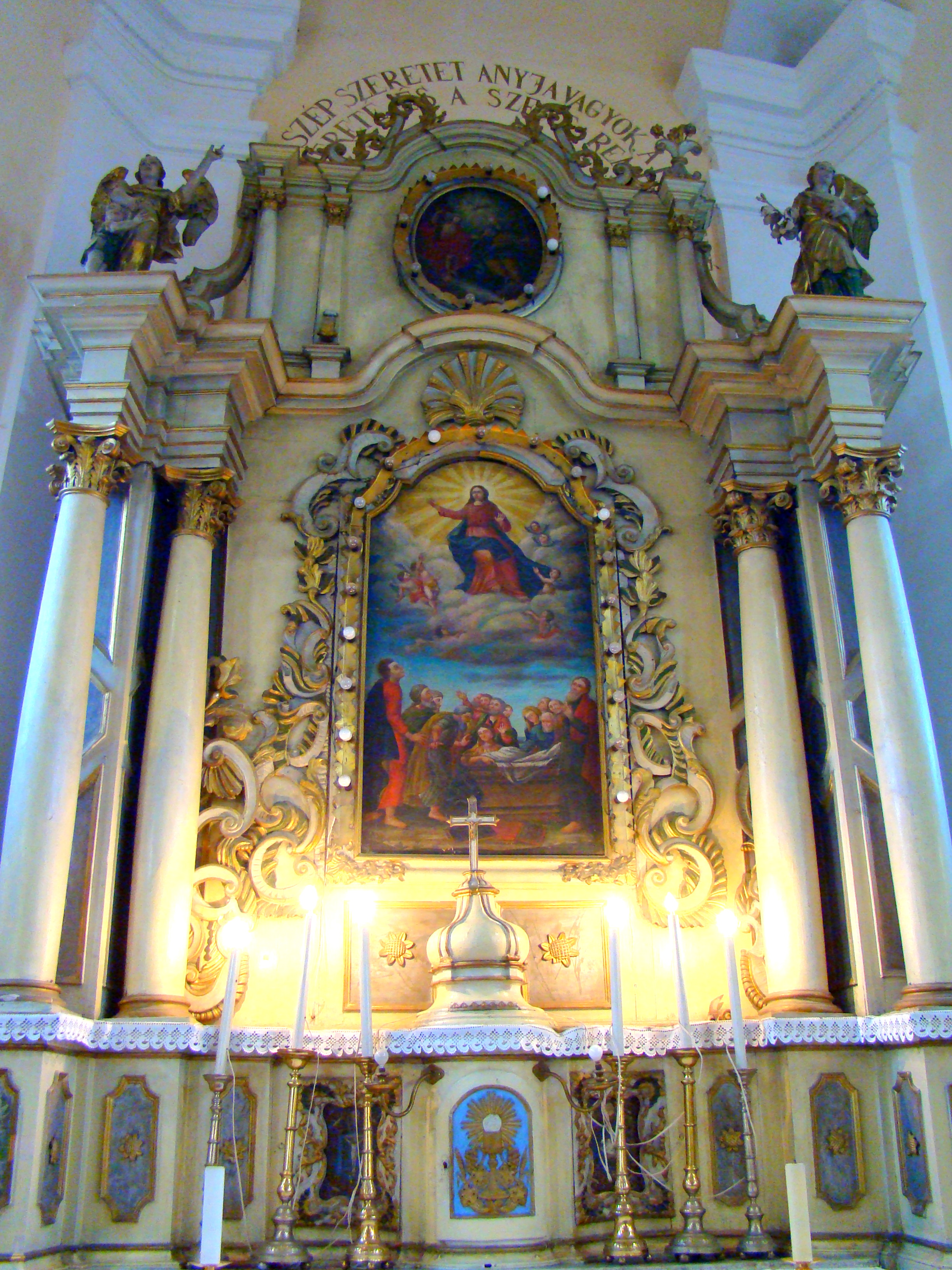
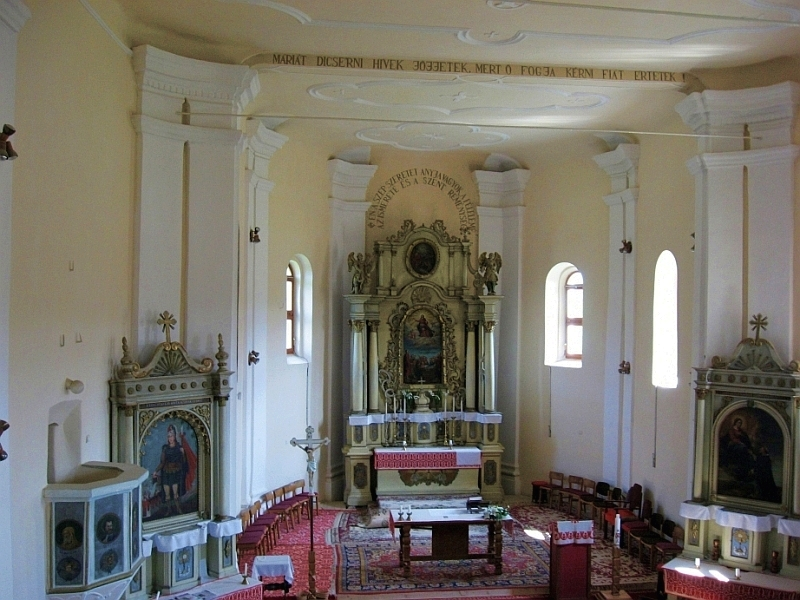

## Vezi și
- Mătrici, Mureș